# Audacity
Audacity (Aussprache [ɔːˈdæsəti]; anhörenⓘ) ist ein freier Audioeditor und -rekorder. Das Programm ist in C++ geschrieben und nutzt das GUI-Toolkit wxWidgets, um auf verschiedenen Betriebssystemen die gleiche grafische Benutzeroberfläche zur Verfügung zu stellen.

## Name
Das englische Wort audacity bedeutet „Verwegenheit, Beherztheit“, wobei durch die identischen Anfangsbuchstaben zugleich auf Audio, lateinisch für ‚ich höre‘, angespielt wird. Mit dem englischen Wort city für ‚Stadt‘ hat der Name nichts zu tun. Die Endung ging aus dem lateinischen Nominalsuffix -itas hervor und entspricht dem deutschen -ität (wie in Univers-ität).

## Eigenschaften
Als Audioeditor und -rekorder kann Audacity Ton aufnehmen, bearbeiten und Effekte darauf anwenden. Auf beliebig vielen Spuren können Audiodateien gemischt und bearbeitet werden.

### Aufnahme
Audacity kann mehrere Spuren gleichzeitig aufnehmen, sofern dies von der Soundkarte unterstützt ist. Zusätzlich zu einem normalen Aufnahmemodus sind zeitversetzte Aufnahmen, „Punch-and-roll“-Aufnahmen und Levelgetriggerte Aufnahmen möglich.

### Nicht-destruktive Bearbeitung
Audacity ist historisch ein destruktiver Editor, was heißt, dass alle Änderungen die Tondaten direkt verändern. Lange Zeit waren die einzigen nicht-destruktiven Operationen die Veränderung der Abspielgeschwindigkeit sowie Lautstärkehüllkurven. Ab Version 3.0 wurden die Anstrengungen in Richtung nicht-destruktiver Bearbeitung intensiviert und nicht-destruktives Zuschneiden und Effektanwendungen hinzugefügt.

### Dateitypunterstützung und -umwandlung
Audacity unterstützt standardmäßig WAV, FLAC, OGG, MP3, WavPack sowie andere Formate aus libsndfile. Patentbehaftete Formate wie M4A (AAC) oder WMA sind durch FFmpeg unterstützt, welches allerdings nicht mitgeliefert wird. Durch diverse Stapelverarbeitungsfunktionen kann Audacity als Dateikonverter eingesetzt werden.
MIDI kann importiert und angezeigt, aber nicht näher bearbeitet oder exportiert werden.

### Erweiterungen
Audacity unterstützt mit LADSPA, LV2, VST, VST3, Nyquist, Audio Units und Vamp die meisten quelloffenen Audio-Plugin-Formate, womit der Funktionsumfang insbesondere bzgl. Effekte stark erweitert werden kann. Zudem ist eine Konsole für Nyquist eingebaut, womit Nutzer ihre eigenen Plugins scripten können, sowie Unterstützung für externe Python-scripts.

### Audioanalyse
Audacity hat Funktionen für Spektralanalysen und Spektrogramme und andere Analysefunktionen.

### Limitationen
Als Audioeditor hat Audacity viele Funktionen einer DAW, sollte aber noch nicht als solche bezeichnet werden. Es fehlen insbesondere Funktionen zur Musikproduktion, z. B. MIDI-Bearbeitung, Kurvenbearbeitung für beliebige Parameter oder Unterstützung für virtuelle Instrumente. Laut den Entwicklern wird Audacity ab Version 4 Entwicklung in Richtung DAW-Funktionalität anstreben.

### Systemvoraussetzungen
Audacity ist lauffähig auf den meisten modernen Betriebssystemen und unterstützt Windows ab Vista und macOS ab OSX 10.9. Getestet werden aber lediglich die beiden neusten Versionen dieser Betriebssysteme. Auf Linux testet das Audacity-Team AppImage-Versionen unter Ubuntu 20.04 und 22.04; Audacity, wie es in den Paketmanagern zu finden ist, wird von den jeweiligen Distributionsmaintainern getestet.

## Geschichte

### Anfänge
Die Entwicklung von Audacity wurde im Herbst 1999 von Dominic Mazzoni und Roger Dannenberg an der Carnegie Mellon University begonnen, zunächst unter dem Namen CMU Visual Audio. Am 28. Mai wurde die erste Version als Audacity 0.8 veröffentlicht.
Mazzoni verließ CMU später, um sich auf Softwareentwicklung und insbesondere die Entwicklung von Audacity zu konzentrieren. Mit der Zeit stießen mehr Freiwillige zu dem Projekt, unter anderem James Crook, welcher zwischenzeitlich zusätzlich die Abspaltung DarkAudacity entwickelte, um experimentelle Änderungen vorzunehmen, von denen viele in die Hauptversion von Audacity eingepflegt wurden.

### Übernahme durch Muse Group
Am 30. April 2021 verkündete die auf Zypern ansässige Muse Group, welche auch MuseScore und Ultimate Guitar betreibt, die Übernahme von Audacity. Die neue Besitzerin betonte, dass die unter der Open-Source-Lizenz GPLv2 stehende Software auch zukünftig kostenlos und quelloffen bleiben würde.

### Telemetrie-Kontroverse
Wenige Wochen nach der Übernahme wurde bekannt, dass das neue Entwicklerteam plante, Telemetrie via Google Analytics und Yandex zu sammeln sowie das Mindestalter auf 13 Jahre anzuheben, was auf heftige Kritik stieß. Die Entwickler reagierten, indem sie die vorgeschlagene Erweiterung in dieser Form zurückzogen und stattdessen eine selbstgehostete Lösung für Fehlerberichte und Updateprüfungen ankündigten.
Am 22. Juli 2021 meldeten sich die Entwickler mit einer ausführlichen Stellungnahme zu Wort. Sie betonten, die Fehlerübermittlung an die Entwickler sowie die Aktualisierungsprüfung bleibe erhalten, weitere Daten würden nicht übermittelt. Die Bestimmung, die Kinder unter 13 Jahren verbietet, Audacity zu verwenden, würde entfernt. Im oben genannten Rahmen würden IP-Adressen, das verwendete Betriebssystem sowie die Audacity-Version übermittelt. Dieses Verhalten könne in den Einstellungen deaktiviert werden. Die IP-Adressen würden technisch bedingt vollständig übermittelt, aber nur verkürzt auf drei Bytes gespeichert. Genau dieses Vorgehen erforderte allerdings, dass unter den Nutzungsbedingungen das „Verarbeiten personenbezogener Daten“ erwähnt wird.
Die Speicherung der (verkürzten) IP-Adressen soll helfen, mögliche DoS-Angriffe auf die Audacity-Update-Server zu erkennen und abzuwehren. Darüber hinaus ermöglichen die gespeicherten Daten grundlegende Statistiken über die tägliche Anzahl der Benutzer pro Land, Betriebssystem und Audacity-Version. Diese Statistiken sollen bei Planung und Entwicklung hilfreich sein. Audacity-Versionen, die Nutzer eigenständig aus dem Quellcode kompilieren, laufen standardmäßig ohne die o. g. Netzwerkfunktionen. Audacity-Builds, die über Linux-Distributionen verfügbar sind, sollten ebenfalls ohne Netzwerkfunktionen laufen, da die Updates von der jeweiligen Paketverwaltung angestoßen werden.
Im Juli 2021 spitzte sich der Konflikt zu. Mehrere Abspaltungen (Forks) entstanden. Stand April 2023 ist Tenacity die einzige noch aktive Abspaltung.

## Versionsgeschichte
Diese Tabelle zeigt die größeren Versionen von Audacity, ohne Patches.
| Version | Datum              | Wichtige Änderungen und Anmerkungen                                                                                               |
| ------- | ------------------ | --- |
| 0.8     | 28. Mai 2000       | Erste Veröffentlichung |
| 1.0     | 11. Juni 2002      | Version 1.0 |
| 1.2     | 3. März 2004       | Viele neue Effekte und Werkzeuge.                                                                                                 |
| 1.3     | 28. November 2005  | Verbesserung von Handhabung großer Projekte, zusätzliche Dateiformate via FFmpeg.                                                 |
| 2.0     | 13. März 2012      | Toolbar, um Ein- und Ausgänge zu kontrollieren, zeitverzögerte Aufnahmen und Mixer.                                               |
| 2.1     | 29. März 2015      | Echtzeitvorschau von einigen Effekten und Effektvorlagen. Später Scrubbing.                                                       |
| 2.2     | 2. November 2017   | Diverse Änderungen von DarkAudacity eingepflegt, insb. der dunkle Modus. MIDI-Playback und Import-Unterstützung.                  |
| 2.3     | 29. September 2018 | Upgrades der Stapelverarbeitung und „Punch and roll“-Aufnahme. In einem Patch wurde Python-pipe-Unterstützung hinzugefügt.        |
| 2.4     | 15. Mai 2020       | Neue Effekte und Seite-an-Seite-Ansicht von Wellenform und Spektrogramm.                                                          |
| 3.0     | 17. März 2021      | Neues Projektformat basierend auf SQLite.                                                                                         |
| 3.1     | 28. Oktober 2021   | Nicht-destruktives Zuschneiden, Tool-loses Verschieben von Audioclips                                                             |
| 3.2     | 22. September 2022 | Echtzeiteffekte, VST3-Unterstützung, Interfaceänderungen                                                                          |
| 3.3     | 24. April 2023     | weitere Echtzeiteffekte, Ausrichtung an Beats und Takte                                                                           |
| 3.4     | 2. November 2023   | Nicht-destruktives Strecken / Stauchen, neuer Exporter                                                                            |
| 3.5     | 22. April 2024     | Cloudspeicherung, automatische Tempoerkennung, nicht-destruktive Tonhöhenänderung                                                 |
| 3.6     | 16. Juli 2024      | Masteringeffekte, integrierter Kompressor und Limiter echtzeitfähig, verbesserte dunkle und helle Themes, verbesserte Performanz. |

## Internetdomain audacity.de
Unter der Domain www.audacity.de wird Audacity ebenfalls angeboten. Diese Website wird nicht von den Entwicklern der Software betrieben. Die dort zum Download erhältliche Installationsdatei enthält Adware.